# (4664) Hanner
(4664) Hanner (1985 PJ) – planetoida z pasa głównego asteroid okrążająca Słońce w ciągu 4 lat i 329 dni w średniej odległości 2,88 j.a. Została odkryta 14 sierpnia 1985 roku.